# Rhabdomer
Ein Rhabdomer ist ein bürstenartiger Mikrovillisaum an einer Seite der Photorezeptorzelle. Die Membran der Mikrovilli enthält das Rhodopsin. Bei vielen Insekten (z. B. Bienen) sind die Rhabdomere zu einer kompakten Struktur verwachsen (geschlossenes Rhabdom), wobei die Mikrovilli nebeneinanderliegender Zellen oft rechtwinklig zueinander orientiert sind. Die symmetrische Struktur der Rhabdomere ist Grundlage für das Polarisationssehen. Fliegen (Musca, Calliphora) haben offene Rhabdomere.